# المعمورة (حمص)
المعمورة (بالإنجليزية: Ma'amora)‏ قرية سورية صغيرة في حمص تتبع إداريّاً لبلدة جوبر (حمص) التابعة لناحية جندر جنوب محافظة حمص.

## جغرافيا
تقع القرية جنوب مدينة حمص، على الطريق الدولي حمص - دمشق.

## النشاط البشري
القرية صغيرة جدا ومخدمة ببعض الحدمات الأساسية، تقطنها محموعات سكنية من الديانتين المسيحية والإسلامية.